# Redostowo (jezioro)
Redostowo – jezioro na Pojezierzu Drawskim, położone w gminie Łobez, w powiecie łobeskim, w woj. zachodniopomorskim. Powierzchnia zbiornika wynosi 7,30 ha.
Jezioro leży w zlewni rzeki Brzeźnickiej Węgorzy.
Ok. 2,3 km na wschód od brzegu jeziora Redostowo znajduje się jezioro Nowe Zajezierze.